# Mbarara
Mbarara es una localidad del sudoeste de Uganda a unos 266 km de Kampala.

## Contexto
La principal ciudad del distrito Mbarara es el mayor centro urbano en el oeste del país. Importante nudo de transporte, está situada al oeste de Masaka en la carretera a Kabale, cerca del Parque nacional del Lago Mburo. 

## Equipamiento educativo
Es la sede de la Universidad de Ciencia y Tecnología, fundada en 1989 y de varios colleges e institutos, donde estudiaron varios políticos ugandeses.

## Economía local
Mbarara es la ciudad con mayor número de plantas de procesado de leche. La mayoría de estos productos son transportados a Kampala y otras ciudades mayores ugandesas.